# Лисид
Лисид (др.-греч. Λῦσις, акме — ок. 400 г. до н. э.) — древнегреческий философ, тарентский пифагореец.

## Биография
В юности Лисид обучался у Пифагора, когда тот уже был совсем стар. Ямвлих, рассказывая о том как Пифагор учил соблюдать договоры, приводит в пример анекдотический случай с Лисидом. Однажды Лисид, выходя из храма Геры, встретил своего друга-пифагорейца, который в этот момент заходил в храм и попросил Лисида подождать его. Лисид сел на сиденье из камня и стал ждать его, но друг, забывшись, вышел через другой вход. Лисид просидел у храма день и ночь, пока его товарищ не вспомнил о произошедшем и не вернулся. Лисид — один из немногих выживших после разгрома пифагорейской школы, бежал в Элладу и жил сперва в Ахайе Пелопоннесской, а затем перебрался в Фивы. В конце жизни стал учителем будущего фиванского полководца и политического деятеля Эпаминонда. Скончался там же, окруженный всеобщим почитанием.

## Учение
Диоген Лаэртский указывает, что «то, что приписывают Пифагору, принадлежит пифагорейцу Лисиду Тарентскому».
Согласно Афинагору, Лисид «определяет бога как неизречённое число».

## Сочинения
Ямвлих приписывает Лисиду письмо, в котором он бранит некоего пифагорейца Гиппарха, разгласившего учение Пифагора непосвященным. Это письмо подложное, написано на дорийском диалекте, время написания — не ранее I в. н. э.
Диоген Лаэртский приводит отрывок из письма Лисида к Гиппасу, являющегося так же псевдоэпиграфом.